# Александра Пахмутова
Александра Николаевна Пахмутова е съветска и след това руска композиторка, родена на 9 ноември 1929 г. в Бекетовка, близо до Сталинград, СССР. Тя остава една от водещите фигури в съветската руска популярна музика от началото на кариерата си през 60-те години на XX век. През 1984 г. е удостоена с медал „Народен артист на СССР“. Тя е вдовица на текстописца Николай Добронравов.

## Младост и кариера
Александра Пахмутова е родена на 9 ноември 1929 г. в Бекетовка (район на Сталинград от 1931 г.) в СССР. Започва да свири на пиано и да композира музика в много ранна възраст. През 1953 г. завършва Московската консерватория. След това продължава обучението си при композитора Висарион Шебалин.
Кариерата ѝ остава забележителна с разнообразието от жанрове, в които Пахмутова е оставила своя отпечатък: композирала е произведения за симфонични оркестри, балети, детска музика и саундтраци. Сред най-известните ѝ песни са „Куба, моя любов“ за Кубинската ракетна криза през октомври 1962 г., изпълнена по-специално от Йосиф Кобзон, както и Et la lutte continue, песен, композирана през 1974 г. в знак на почит към Ленин и Октомврийската революция.

## Избрана дискография
| Заглавие                                     | Лейбъл            | От        |
| -------------------------------------------- | ----------------- | --------- |
| Русская Сюита                                | Апрелевский Завод | 1956      |
| Glière                                       | Monitor Records   | 1959      |
| Юрий Гуляев Поёт Песни Александры Пахмутовой | Мелодия           | 1969      |
| Песни                                        | Мелодия           | 1975      |
| Любовь Моя – Спорт                           | Мелодия           | 1980      |
| Сердце Человека                              | Мелодия           | 1983      |
| Ленин В Сердце У Нас                         | Мелодия           | Unbekannt |